# Saison 10 de Julie Lescaut
Chronologie
Saison 9 de Julie Lescaut Saison 11 de Julie Lescaut
Cet article présente le guide des épisodes de la dixième saison de la série télévisée Julie Lescaut (2001).

## Épisode 42:Le Secret de Julie
- France : 15 mars 2001 sur TF1

- Samia Sassi (inspecteur Zora Zaouida)
- Mouss Diouf (inspecteur Justin N'Guma)
- Renaud Marx (inspecteur Kaplan)
- Jennifer Lauret (Sarah)
- Joséphine Serre (Babou)
- Sophie Artur (Cristelle)

## Épisode 43:La Nuit la plus longue
- France : 19 avril 2001 sur TF1

- Daniel Duval (Caillaux)

## Épisode 44:À couteaux tirés
- France : 3 mai 2001 sur TF1

## Épisode 45:Beautés fatales
- France : 31 mai 2001 sur TF1

- Delphine Chanéac
- Yoann Sover

## Épisode 46:Disparitions
- France : 5 juillet 2001 sur TF1

- Marina Pastor  (Charlotte Servais)

## Épisode 47:Récidive
- France : 18 octobre 2001 sur TF1

- Samia Sassi (Inspecteur Zora Zaouida)
- Juliette Andréa (Bénédicte Chambeau Vanel)
- Grégoire Oestermann (Mathieu Vanel)
- Pierre Debauche (Francis Chambeau)
- Vincent Schmitt (Daniel Ferret)
- Gauthier Baillot (Thierry Ferret)
- Nicolas Cazalé (Farid)
- Paul Allio (le légiste)
- Gérard Surugue (German)
- Yves Penay (le médecin de l'hôpital)
- Anne Baudoux (Noémie Delestain)
- Denis Sylvain (Gillot).